# Ciprski funt
Ciprski funt (£C) je bivša valuta Cipra, ki je bila razdeljena na 100 centov. V veljavi je bil med letoma 1879 in 2008, ko ga je zamenjal Evro. Do leta 1960 je imel isto vrednost kot Angleški funt. 
1. januarja 2008 je bil funt zamenjan z Evrom po valutnem tečaju 0,585274 funta za 1 Evro.